# Supermercados Pague Menos
Supermercados Pague Menos é uma rede de supermercados situada no interior do estado de São Paulo.
Uma das grandes empresas do estado, o Pague Menos investiu 30 milhões de reais em sua loja em Piracicaba, em 2013 e 25 milhões em Arthur Nogueira, em 2014.
Também existiu uma rede de supermercados com esse nome, na cidade do Rio de Janeiro, que encerrou suas atividades em 1992, mas não tinha qualquer relação com este. 